# Osnîkî, Lanivți
Osnîkî (în ucraineană Осники) este un sat în comuna Molotkiv din raionul Lanivți, regiunea Ternopil, Ucraina.

## Demografie
Componența lingvistică a localității Osnîkî
     Ucraineană (100%)
Conform recensământului din 2001, toată populația localității Osnîkî era vorbitoare de ucraineană (100%).